# Хилдегард (Каролинги)
Вижте пояснителната страница за други личности с името Хилдегард.
Хилдегард (Hildegard; * 758; † 30 април 783 в Тионвил) de gente Suaborum, e дъщеря на граф Геролд от Винцгау и Има, дъщеря на алеманския dux Хнаби. Тя произлиза от швебския род Удалрихинги.
Около 30 април 771 тя се омъжва за Карл Велики, който малко преди това изпъдил тогавашната си съпруга Герперга, дъщеря на лангобардския крал Дезидериус и Анса.
Тя е приятелка със Света Лиоба от Таубербишофсхайм и помага на много църкви и манастири. Хилдегард е погребана в църквата „Св. Арнулф“ в Метц и се почита на 30 април.
Хилдегард има с Карл Велики 9 деца:
- Карл Млади (* 772/773, † 4 декември 811), 788 крал на Неустрия
- Адалхайд (* септември 773/юни 774, † юли/август 774 в Южна Галия)
- Ротруд (* 775, † 6 юни 810), от 781 до 787 сгодена с Константин VI от Византия
- Карлман (* 777, † 8 юли 810), като Пипин крал на Италия
- Лудвиг Благочестиви (* 778, † 840), 814 император
- Лотар (* юни/август 778 в Шасеньо, до Поатие; + 780), близнак на Лудвиг
- Берта (* 779/780, † 14 януари 828), 814 изгонена от кралския двор от Лудвиг
- Гизела (* май 781, † сл. 800)
- Хилдегард (* 8 юни 782, † 1 – 8 юни 783)